# Valparai
Valparai är en ort i Indien.   Den ligger i distriktet Coimbatore och delstaten Tamil Nadu, i den södra delen av landet, 2 000 km söder om huvudstaden New Delhi. Valparai ligger 1 062 meter över havet och antalet invånare är 90 353.
Terrängen runt Valparai är varierad, och sluttar västerut. Runt Valparai är det ganska tätbefolkat, med 104 invånare per kvadratkilometer. I omgivningarna runt Valparai växer i huvudsak städsegrön lövskog.